# Nagatachō

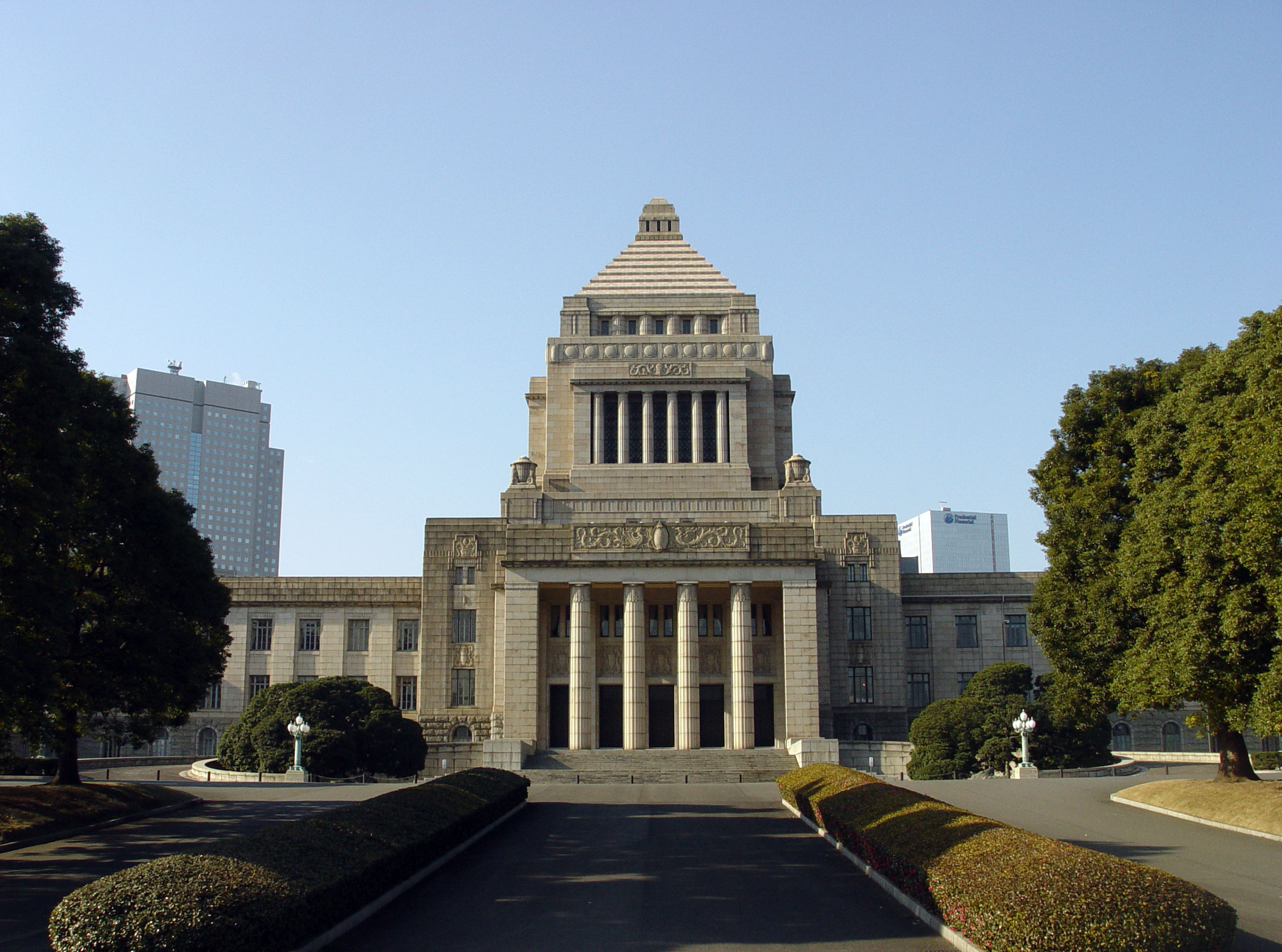
Edificio de la Dieta de Japón

Nagatachō (永田町 Nagata-chō?) es un distrito localizado en la ciudad de Tokio, Japón, localizado en el Barrio Chiyoda. Aquí se localiza la Dieta de Japón y la residencia del Primer ministro (Kantei). La Corte Suprema de Justicia de Japón se localiza en el barrio de Hayabusachō. El nombre "Nagatachō" usualmente se emplea para hacer una referencia figurativa al Gobierno Japonés, opuesto al significado de Kasumigaseki, el cual refiere a la administración[cita requerida]. Se localiza, aquí, además, el teatro nacional, uno de los más relevantes del país.

## Edificaciones y localizaciones
Durante el Periodo Edo, se comienza a poblar y a edificar el área localizada en los alrededores del Instituto Secundario Hibiya.
Uno de los edificios más relevantes de este distrito, Dieta de Japón, comenzó su proceso de edificación en 1920 y fue concluido en el año 1936, además, se encuentra cerca de otro de los edificios con mayor importancia, la oficina del primer ministro (renovada en el año 2002, en reemplazo de un edificio construido en 1929), posicionada en una localización diagonalmente opuesta. Es posible acceder a este último, mediante la estación Tameike-sanno la línea Marunouchi y Nanboku.
El primer Santuario Hie fue construido en el siglo XIV, aunque fue destruido durante el desarrollo de la Segunda Guerra Mundial. El actual fue construido en el año 1958.
El Palacio de Akasaka (conocido también como Casa de invitados del Estado) está localizado en uno de los vértices occidentales de Nagatachō. Fue edificado en el año 1909, dedicado para el príncipe heredero. Es un edificio que comprende 15 000 km² y rara vez hay acceso público a sus infraestructuras.
Lo que hoy constituye el edificio donde se localiza la embajada de México solía estar ocupado por zonas residenciales de samuráis del dominio Kishiwada.

## Compañías establecidas en el distrito Nagatachō

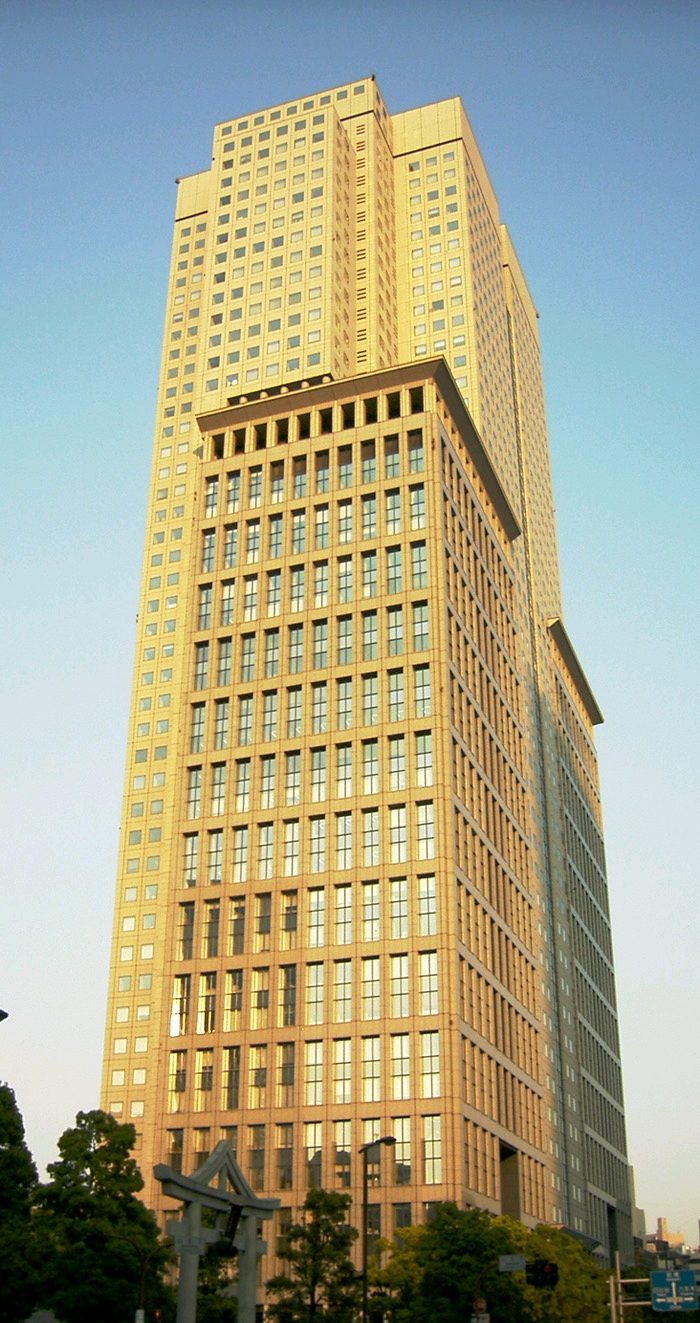
Sanno Park Tower (La torre Parque de Sanno), en el cual se localiza la sede de NTT DoCoMo

NTT DoCoMo Tiene su sede en la Sanno Park Tower en Nagatachō.
La empresa "The Swiss House" (empresa dedicada a la producción de relojes y productos de joyería varios) Aquí también se hallan establecidas, las oficinas japonesas de Swiss International Air Lines, estas están localizadas en el anexo de la Sanno Park Tower
Prudential Financial también tiene sus oficinas japonesas en la torre "Prudential Tower". Una gran cantidad de empresas de origen extranjero tienen sus oficinas japonesas en Nagatachō, incluyendo Baker & Mckenzie, Citibank, y Dow Jones

## Edificios localizados en los alrededores.

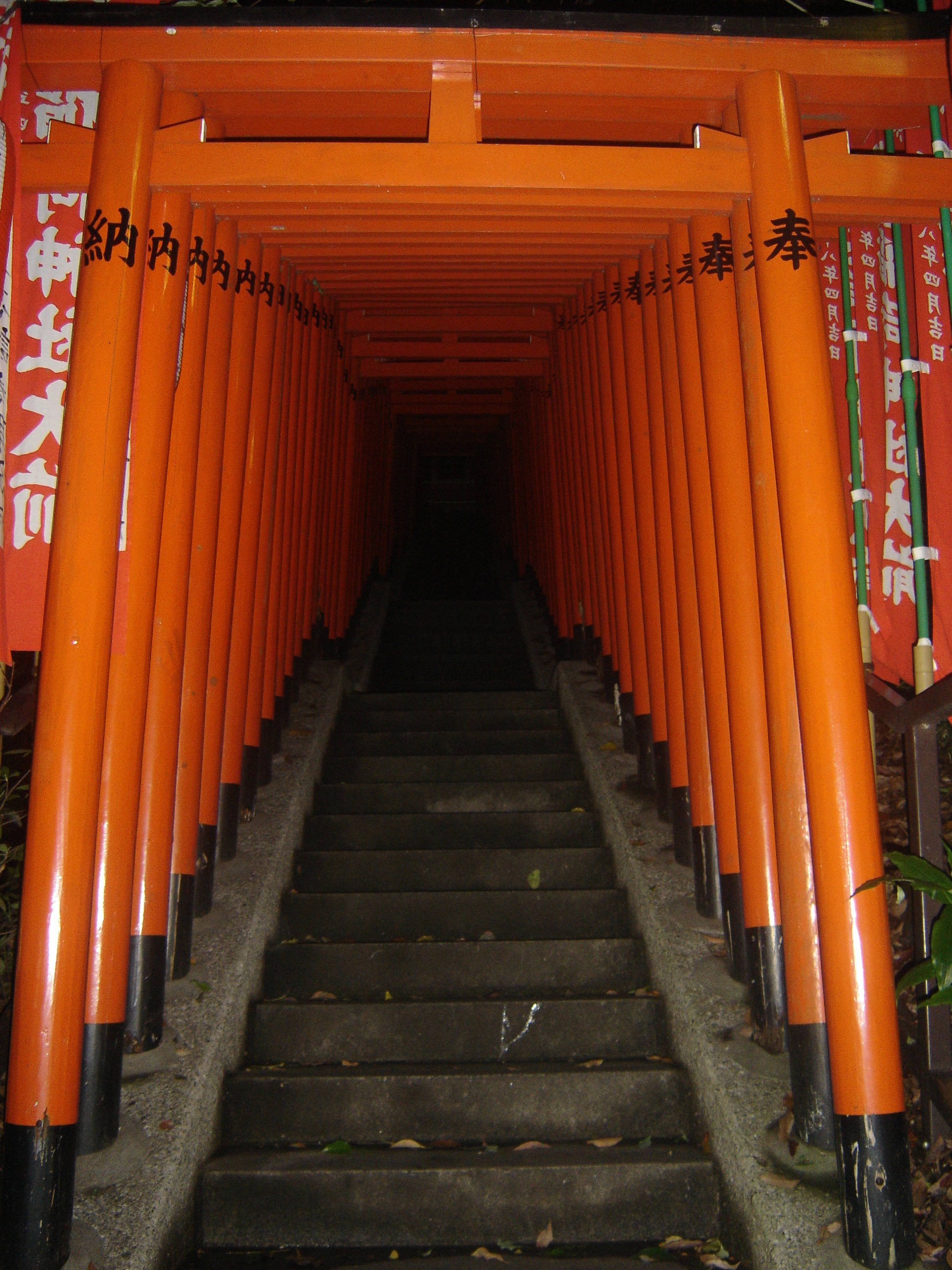
Torii donado en un santuario Hie.
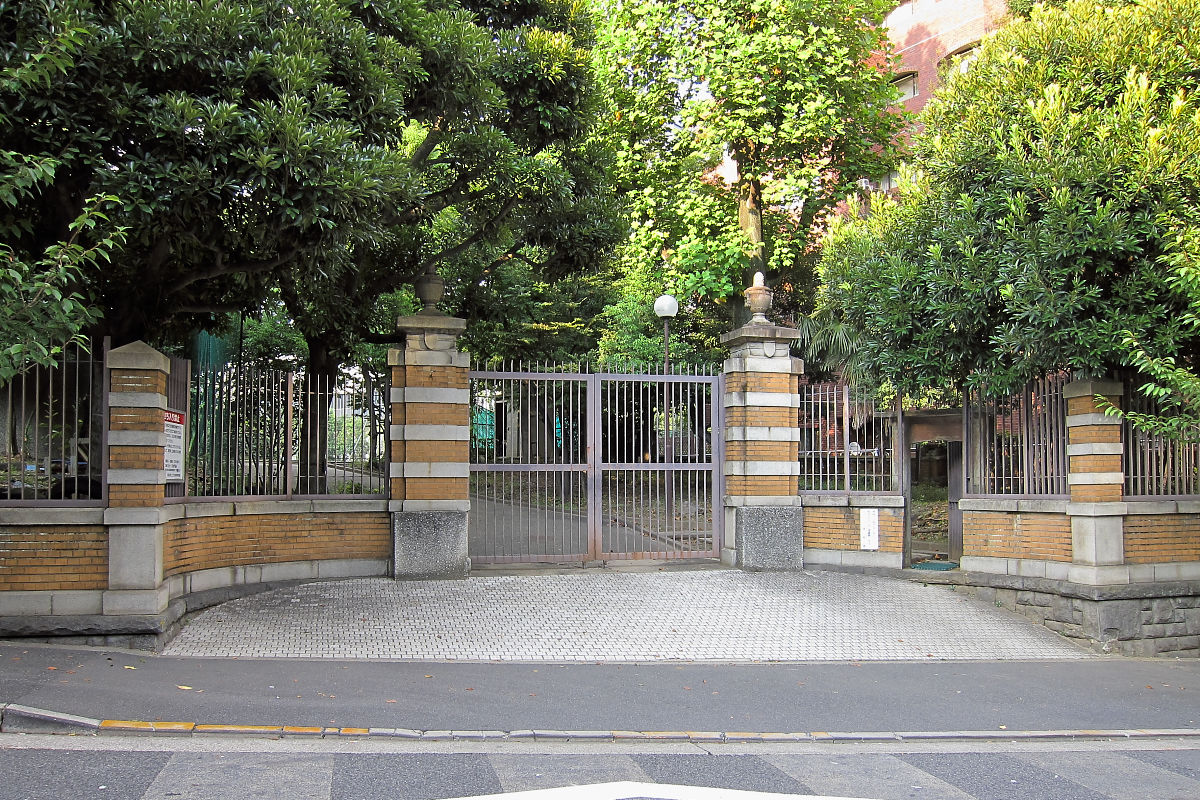
Entrada principal del instituto secundario Hibiya.
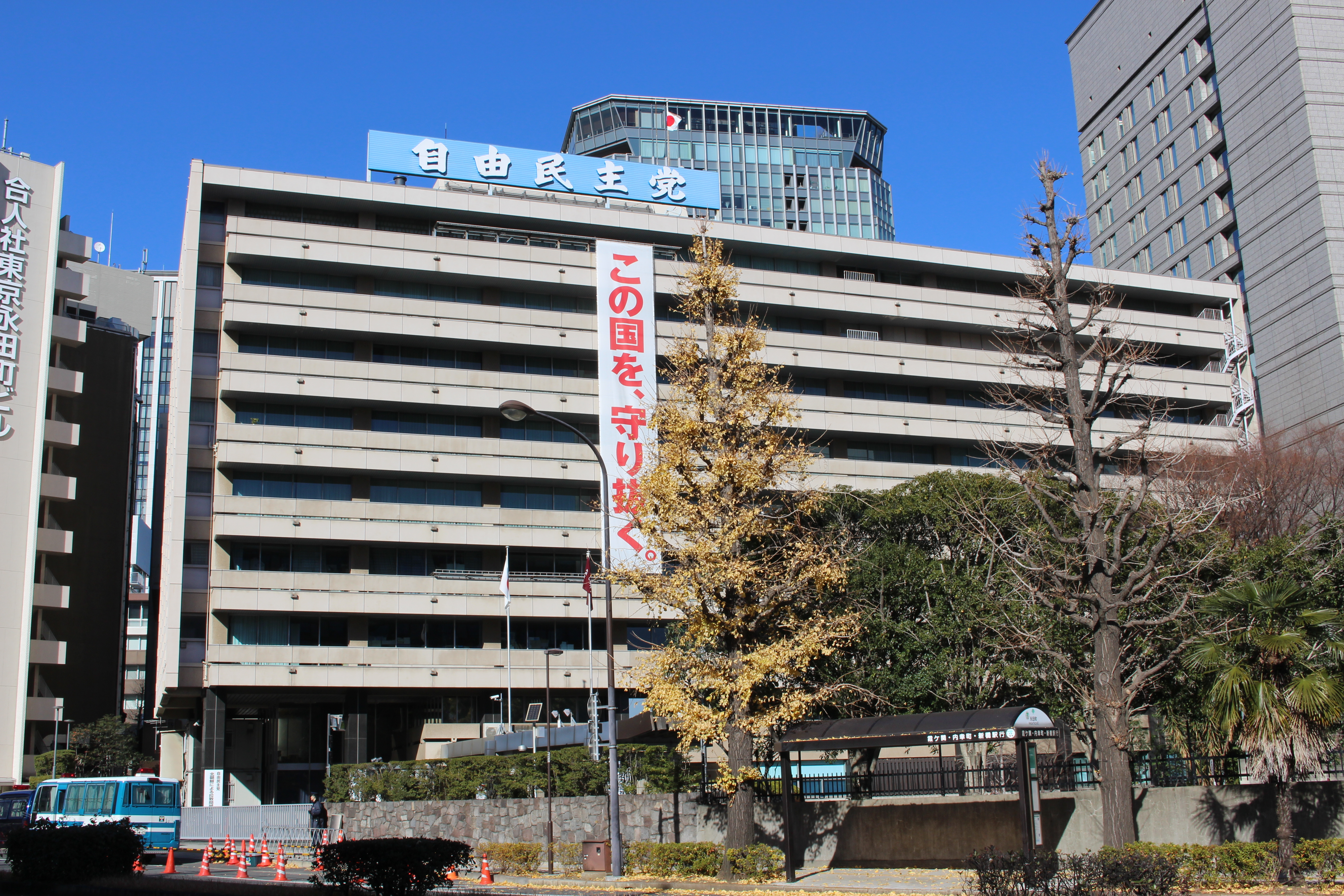
Sede de los "LDP".
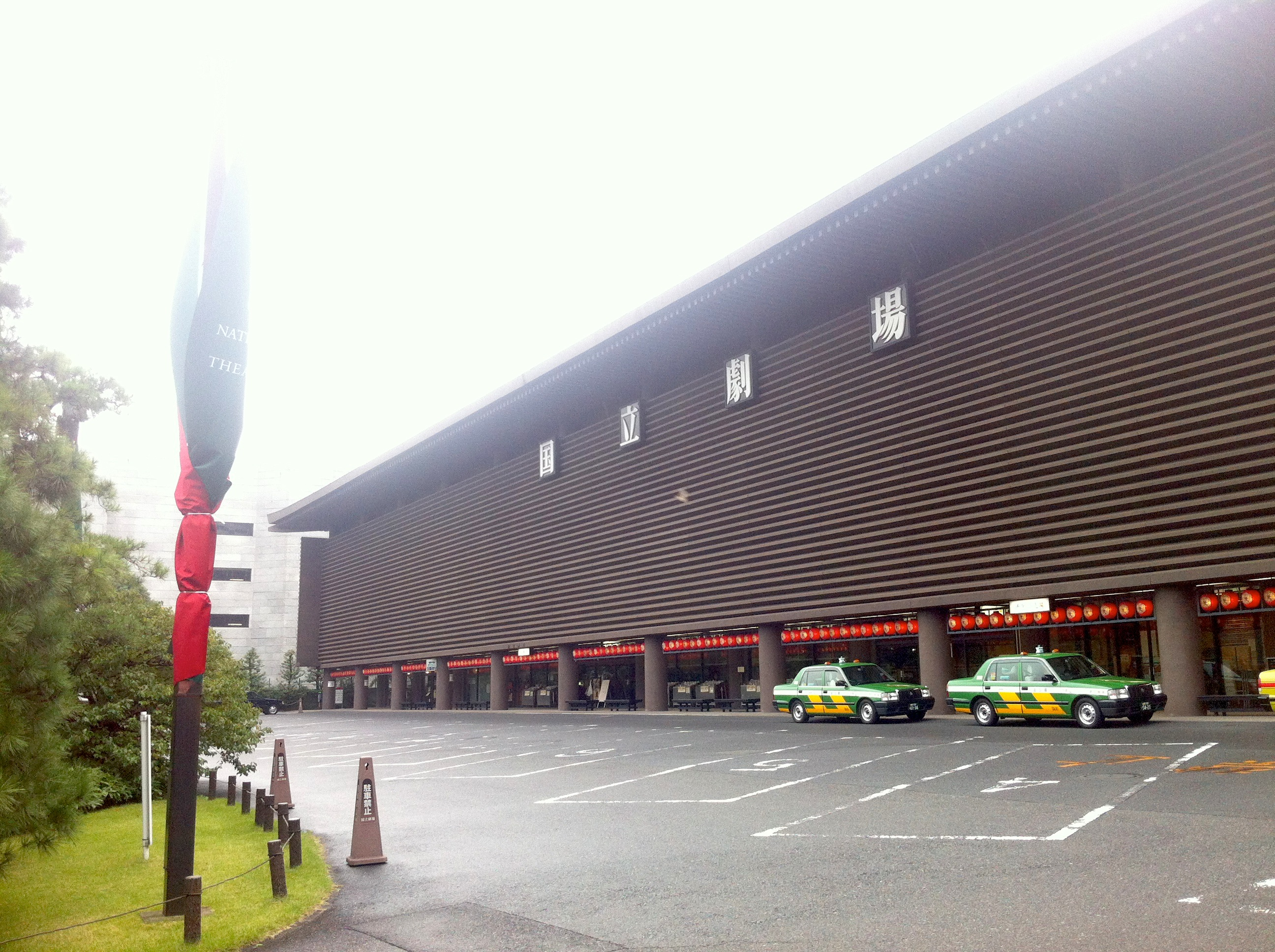
Teatro Nacional, año 2014.
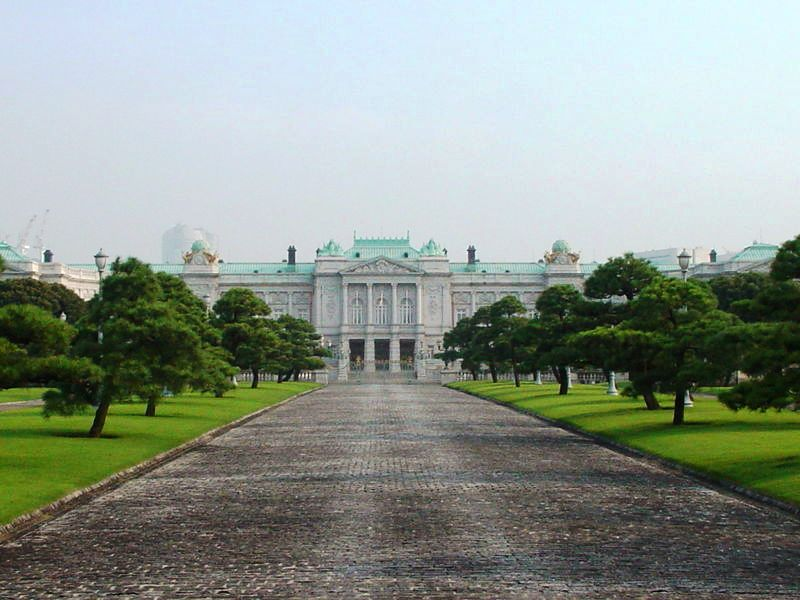
Palacio de Akasaka.

- Biblioteca de Dieta nacional
- Oficina de Gabinete
- Sede del Partido Democrático Liberal (Japón)
- Santuario Hie
- Instituto Secundario Hibiya
- El Capitol Hotel Tokyu
- Akasaka Excel Hotel Tokyu
- Palacio Imperial de Tokio - localizado en el vecindario Nagatachō
- Kajima- En Moto-Askasa
- Suntory (empresa cervecera) - En Akasaka
- Tokyo Broadcasting System Holdings (TBS/TBSH) - en Akasaka
- Komatsu.Ltd - en Akasaka

## Estaciones de Subterráneo
- - Estación Akasaka-Mitzuke (Línea Ginza, Línea Marunouchi)
- Estación Kokkai-gijidō-mae (Línea Chiyoda, Línea Marunouchi)
- Estación Nagatachō (Línea Hanzōmon, Línea Namboku, Línea Yūrakuchō)
- Estación Tameike-Sannō (Línea Ginza, Línea Namboku)